# Bezirk Humpoletz
Der Bezirk Humpoletz (tschechisch Okresní hejtmanství Humpolec) war ein Politischer Bezirk im Königreich Böhmen. Der Bezirk umfasste Gebiete im westlichen Teil der Böhmisch-Mährischen Höhe (Českomoravská vrchovina) in der heutigen tschechischen Region Vysočina (Okres Pelhřimov). Sitz der Bezirkshauptmannschaft war die Stadt Humpoletz (Humpolec). Das Gebiet gehörte seit 1918 zur neu gegründeten Tschechoslowakei und ist seit 1993 Teil Tschechiens.

## Geschichte
Die modernen, politischen Bezirke der Habsburgermonarchie wurden 1868 im Zuge der Trennung der politischen von der judikativen Verwaltung geschaffen. Das Gebiet des späteren Bezirks Humpoletz, der Gerichtsbezirk Humpoletz wurde 1868 gemeinsam mit dem Gerichtsbezirk Deutschbrod zum Bezirk Deutschbrod zusammengeschlossen.
Per 1. Oktober 1884 wurden die Gerichtsbezirke Stecken (Štoky) und Polna (Polná) im Zuge der Errichtung des Bezirks Königliche Weinberge aus dem nun aufgelösten Bezirk Polna ausgeschieden und dem Bezirk Deutschbrod zugeschlagen.
Der Bezirk Humpoletz selbst entstand schließlich per 1. Juli 1910, als der Gerichtsbezirk Humpoletz aus dem Bezirk Deutschbrod ausgeschieden und zu einem eigenen Bezirk, dem Bezirk Humpoletz erhoben wurde. Der Bezirk Humpoletz umfasste 1910 eine Fläche von 312,23 km² und beherbergte eine Bevölkerung von 27.607 Personen. Von den Einwohnern hatten 27.564 Tschechisch und 16 Deutsch als Umgangssprache angegeben. Weiters lebten im Bezirk 27 Anderssprachige oder Staatsfremde. Zum Bezirk gehörte ein Gerichtsbezirk mit insgesamt 52 Gemeinden bzw. 68 Katastralgemeinden.